# Carlos Cuesta
Carlos Eccehomo Cuesta Figueroa (Quibdó, 1999. március 9. –) kolumbiai válogatott labdarúgó, a belga Genk hátvédje.

## Pályafutása

### Klubcsapatokban
Cuesta a kolumbiai Quibdó városában született. Az ifjúsági pályafutását az Atlético Nacional csapatában kezdte el.
2016-ban mutatkozott be az Atlético Nacional felnőtt keretében; a klubbal egyszer-egyszer kolumbiai bajnokságot és kupát nyert, valamint 2016-ban a Copa Libertadores trófeáját is elhódította. 2019-ben a belga élvonabeli Genk csapatához szerződött; a klubbal szerepelt a 2019–2020-as UEFA-bajnokok ligája csoportkörében, valamint 2021-ben belga kupagyőzelmet ünnepelt.

### A válogatottban
Cuesta az U20-as korosztályú válogatottban is képviselte Kolumbiát. 2021-ben debütált a felnőtt válogatottban; tagja volt a 2021-es Copa América bronzérmes csapatnak.

## Sikerei, díjai
Atlético Nacional
- Kolumbiai labdarúgó-bajnokság: 2017
- Copa Colombia: 2018
- Copa Libertadores: 2016

 Genk
- Belga labdarúgókupa: 2020–2021
- Belga labdarúgó-szuperkupa: 2019